# Battle City
Battle City es un videojuego de tanques producido y publicado por Namco como una adaptación del clásico arcade Tank Battalion. Está disponible para las videoconsolas de Nintendo NES, Game Boy y Wii.
El juego consiste en controlar un tanque sobre un escenario plagado de tanques enemigos. Su misión consiste en evitar que destruyan su base militar. Se completa el nivel cuando haya destruido todos los tanques enemigos. El número de niveles a superar varía dependiendo de la revisión del juego que se esté jugando (para NES eran 35). El juego termina si el enemigo destruye la base o el jugador gasta todas sus vidas.
Battle City fue uno de los primeros juegos en permitir el juego simultáneo de dos jugadores, ambos jugadores defendiendo conjuntamente la base. Si uno de ellos disparaba al otro, éste queda congelado unos instantes (aunque puede seguir disparando). Asimismo, si por error se disparaba contra la base una vez quedara desprotegida, se destruía y acababa el juego. También fue uno de los primeros juegos para NES en permitir la creación de niveles personalizados, si bien no podía ser guardados en el cartucho.

## Historia
Battle City se lanzó por primera vez al mercado el 9 de septiembre de 1985 para la plataforma NES. Poco después fue convertido en un juego arcade llamado Vs. Battle City para la saga  Nintendo Vs. Series. 
En 1991, Nova lo portó a la videoconsola portátil Game Boy, añadiendo además 65 nuevos escenarios hasta un total de 100. Namco incluyó esta adaptación en su compilación Namco Gallery Vol. 1.
Más recientemente, en 2007, fue lanzado para Nintendo Wii en Japón a través de servicio Consola Virtual, que permite la descarga y ejecución de videojuegos clásicos de otras plataformas de Nintendo.